# Jules Schmalzigaug

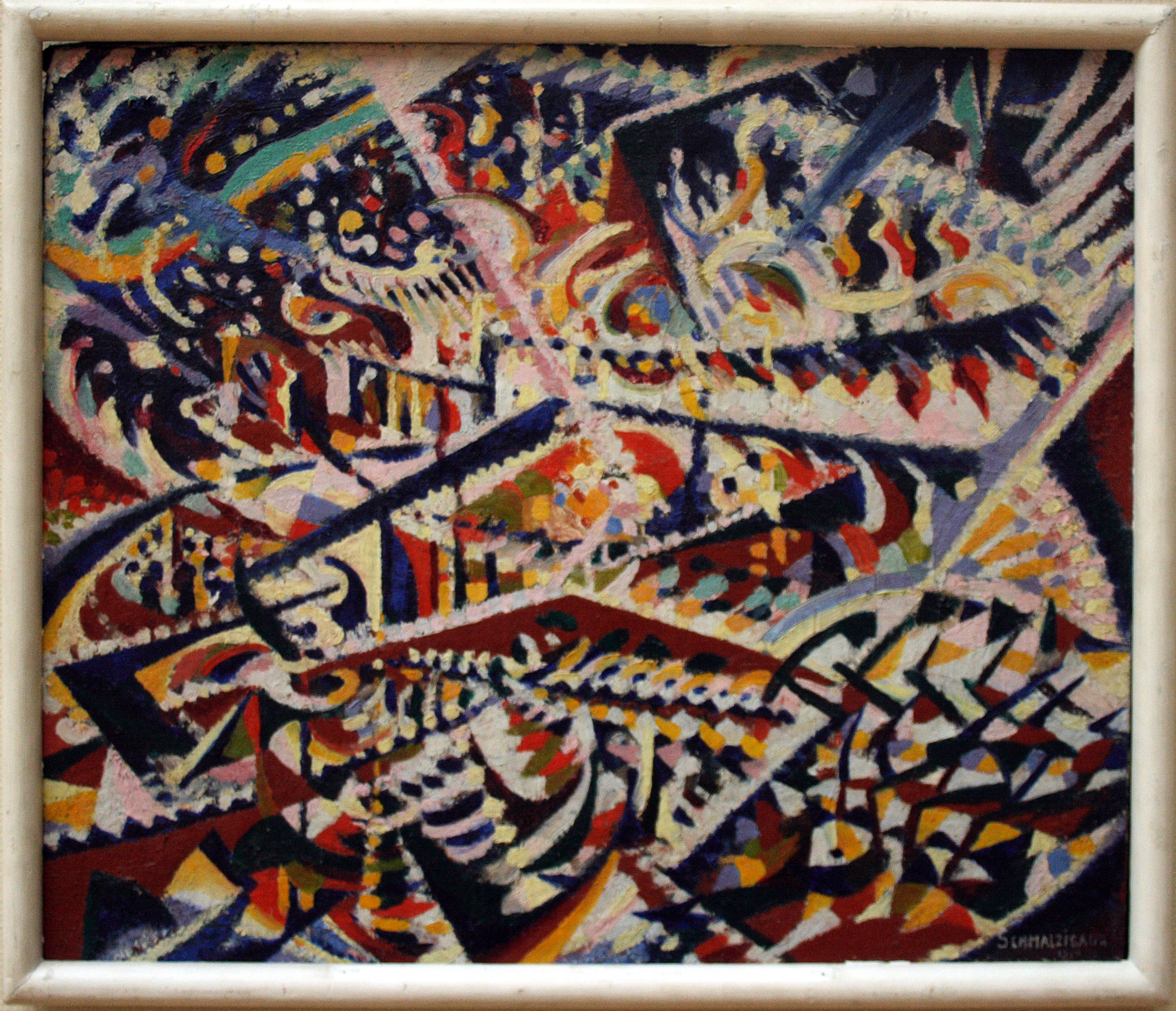
Benyomások egy táncteremben

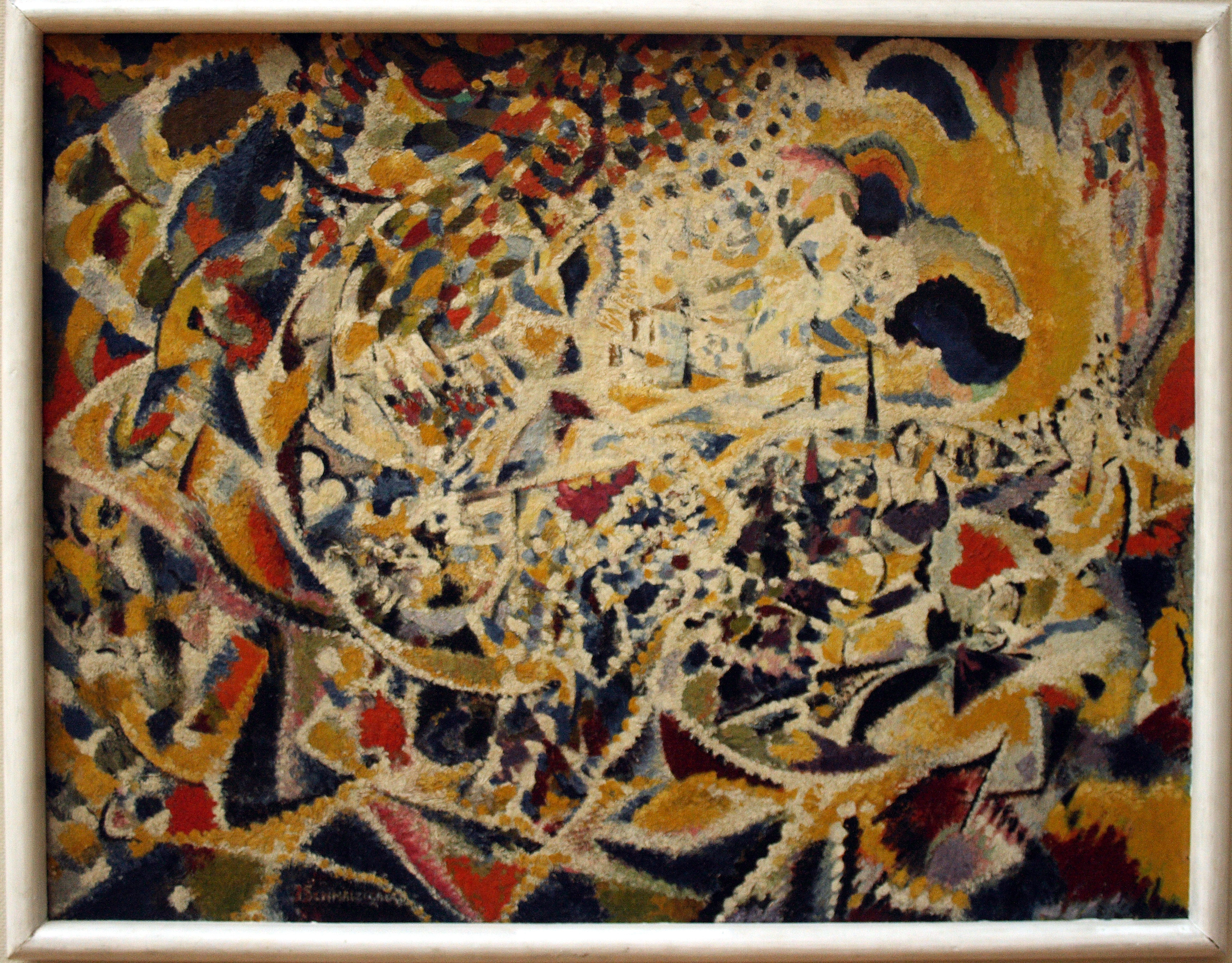
Fény

Jules Schmalzigaug (Antwerpen, 1882. szeptember 26. – Hága, 1917. május 13.) belga futurista festőművész volt.

## Élete és művészete
Családja Németországból származott és jómódban élt Antwerpenben. Schmalzigaug 16 éves korától sokat utazott. 1905-6-ban körutazást tett Itáliában, ahol különösen Velence hangulata ragadta meg és gyakorolt nagy hatást festészetére.
Antwerpenbe visszatérve a Kunst van Heden/L’Art Contemporain (Kortárs Művészet) elnevezésű művészeti társaság egyik titkára lett, és nemzetközi kiállítások szervezésével foglalkozott. 1910 és 1912 között főleg Párizsban tartózkodott. Ott látta 1912-ben az olasz futuristák kiállítását és elhatározta, hogy Olaszországba költözik.
1912 és 1914 közötti olaszországi tevékenysége volt élet legboldogabb és legtevékenyebb korszaka. 1914-ben kiállított a római nemzetközi futurista kiállításon. Művészi fejlődése a futurizmuson keresztül az absztrakt irányába haladt.
1914-ben visszatért Antwerpenbe. Egészségügyi okok miatt katonai szolgálatra alkalmatlannak nyilvánították. Az első világháborúban semleges Hollandiába, Hágába költözött. A háború miatt elszigetelt országban azonban magányosnak érezte magát, hiányzott neki Velence napfénye és a nemzetközi művészeti élet forgataga. Visszatért a figuratív ábrázoláshoz, ebben az időben alkotott művei azonban érték el a korábbi színvonalat. depresszióba süllyedt és végül önkezével vetett véget életének.
Michael Palmer brit művészettörténész írta róla: „Schmalzigaug nem kapott nagy elismerést sem Belgiumban, sem másutt életében. Ennek ellenére a legeredetibb, legtehetségesebb modern belga művészek közé tartozott”.
Művei többek között a brüsszeli és az antwerpeni királyi szépművészeti múzeumokban és Ostendében vannak kiállítva.